# Alfanucleína
A alfa-nucleína  é um agregado de proteínas  constituído de 140 aminoácidos. Permeia o tecido cerebral, concentrando-se nos terminais pré-sinápticos  e é amplamente nitratada no  cérebro  de pessoas portadoras de doença de Parkinson, demência com corpos de Lewy e  atrofia multissistêmica.  Sabe -se que as pessoas que possuem mutações na alfa-nucleína têm um maior risco de padecer precocemente dessas enfermidades neurodegenerativas . Suspeita-se que essa proteína  também tenha uma função determinante em formas  esporádicas de Parkinson, não familiares. 
Ao se depositar nos neurônios, a alfa-nucleína causaria a morte dessas células. Uma investigação de Rosario Luquin, neurologista da Clínica de Navarra e especialista em terapia celular contra a doença de Parkinson,  comprovou que os neurônios deixavam de agregar a alfa-nucleína, como que para se livrarem de uma morte programada.